# Aka-gawa
Le fleuve Aka (赤川, Aka-gawa) est un cours d'eau situé dans la préfecture de Yamagata, au Japon. Long de 70,4 km, il prend sa source au mont Itō, dans le sud-est de la ville de Tsuruoka. Son embouchure est située en mer du Japon, dans le sud-ouest de Sakata.

## Hydronymie
Une théorie affirme que l'hydronyme « Aka » (« 赤 ») dérive d'un terme bouddhique : aka (閼伽), désignant une eau purifiée et utilisée dans des rituels religieux pratiqués au mont Yudono. Une deuxième théorie soutient que le nom « Aka » correspond à un mot de la langue aïnou signifiant « cours d'eau ». Une autre met en avant le sens courant de « Aka », en japonais : rouge ; le nom du fleuve ferait référence aux eaux chargées en boue rouge s'écoulant le long des pentes du mont Yudono,.

## Géographie

### Situation
Long de 70,4 km, le fleuve Aka prend sa source au mont Itō (ja) (1 771 m), situé dans le sud-est de la ville de Tsuruoka (préfecture de Yamagata), sur l'île de Honshū, au Japon. Constitué des trois rivières Ōtori (cours principal), Yakuwa et Bonji, son cours supérieur se développe dans la direction nord, dans le sud-est de Tsuruoka. La Yakuwa se jette dans la rivière Bonji qui prend sa source au mont Yudono et conflue avec la rivière Ōtori dans l'ancien bourg d'Asahi. Le fleuve Aka traverse le bourg de Mikawa, du sud au nord, entre dans Sakata, où son cours s'infléchit vers l'ouest. À son embouchure, dans le sud-ouest de Sakata, il rejoint la mer du Japon,.
Le bassin versant du fleuve Aka s'étend sur 856,7 km2, dans l'ouest de la préfecture de Yamagata. En 2011, il rassemblait environ 110 000 habitants des trois municipalités de Tsuruoka, Mikawa et Sakata,. Selon l'Institut d'études géographiques du Japon, 77 % de sa superficie sont recouverts de forêts de montagne (principalement le cours supérieur du fleuve), 18 % de rizières et d'autres terres cultivées et 5 % de zones d'habitations,.

### Topographie
Le cours supérieur du fleuve Aka serpente dans une région de montagne (1 000–2 000 m) qui comprend les monts Gassan (1 980 m) et Yudono (1 540 m), à l'est, les monts Asahi, au sud, les monts Chabatake (1 377 m), Katsuragi (1 121 m) et Takayasu (1 244 m), au nord, et les monts Maya (moins de 1 000 m), à l'ouest. Ses cours moyen et inférieur dessinent un sillon dans la plaine Shōnai, jusqu'à la mer du Japon.

### Affluents
En rive gauche du cours supérieur, les rivières Shōryūji et Ōyama sont ses deux principaux affluents du fleuve Aka,.

### Climat
Le climat du bassin versant du fleuve Aka est influencé par celui de la mer du Japon. La température moyenne à tsuruoka ne dépasse pas les 10 °C d'octobre à avril, et atteint 25 °C au mois d'août. Durant l'hiver l'enneigement est abondant. L'environnement montagneux limite les effets des typhons, mais les pluies torrentielles sous orage sont fréquentes en été et 3 000 mm de précipitations sont enregistrés chaque année. La fonte des neiges au printemps contribue aux crues du fleuve Aka.

## Histoire
Le développement de la plaine Shōnai démarre au milieu du VIIe siècle. Il s'amplifie au début de l'époque de Nara (710–794), grâce à la création, en 712, de la province de Dewa. Durant l'époque médiévale, des membres de la classe des samouraïs se disputent la propriété de la région. En 1601, Mogami Yoshiaki devient le daimyo du domaine de Shōnai ; l'exploitation des eaux du fleuve Aka à des fins d'irrigation commence alors.
Au début du XVIIe siècle, Mogami Yoshiaki puis son successeur Sakai Tadakatsu sont les premiers à entreprendre des travaux de protection contre les inondations. Durant l'époque d'Edo (1603-1868), la mise en culture du sol des espaces sauvages du bassin du fleuve Aka s'intensifie. Au cours de l'ère Meiji (1868-1912), l'exploitation forestière devenue excessive nécessite l'instauration de mesures de protection. Le transport fluvial se développent, jusqu'à l'essor du transport ferroviaire au début du XXe siècle.
De 1921 à 1928, un aménagement du cours inférieur du fleuve est réalisé. Dans le sud-ouest de Sakata, un canal de dérivation est creusé à travers les dunes de sable de la plaine Shōnai. Le cours d'eau, une rivière qui formait le plus long affluent du fleuve Mogami, devient un fleuve connecté à la mer du Japon. La section alimentant le Mogami est définitivement fermée en 1953,.

Vues aériennes du fleuve Aka, à Sakata
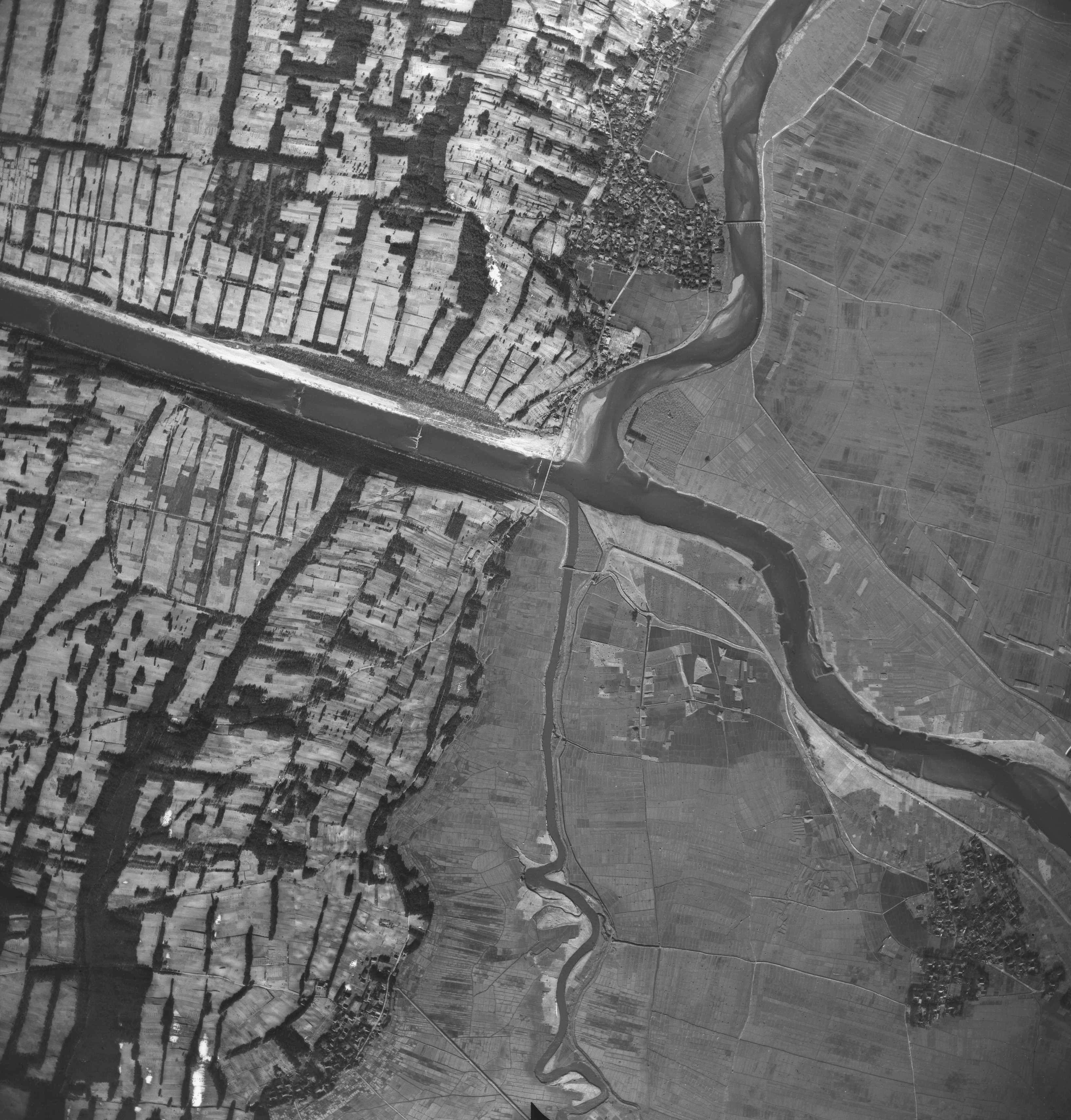
1949 : la section alimentant le fleuve Mogami est visible.
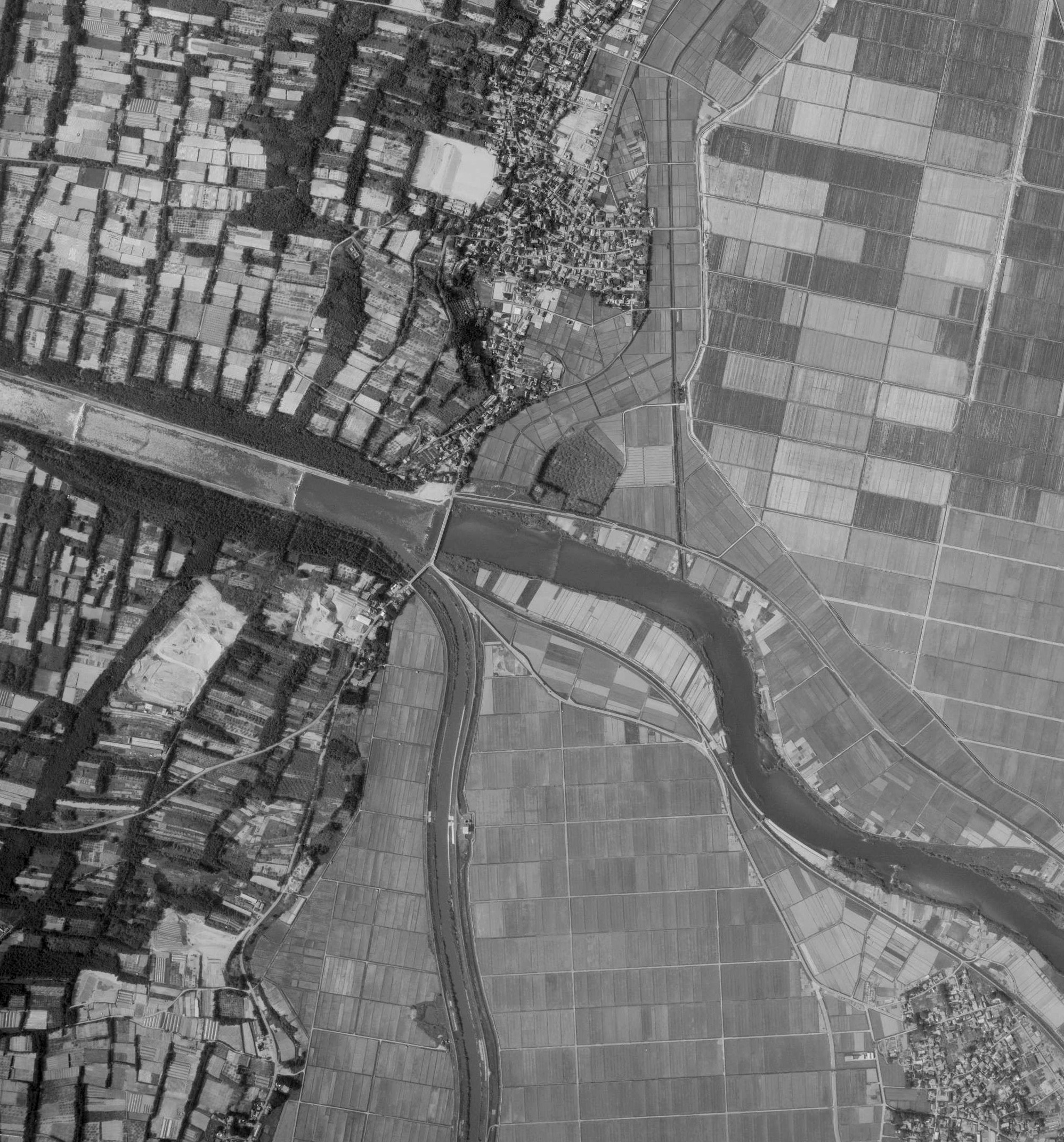
1981 : le fleuve Aka n'est plus connecté au Mogami-gawa.

Au cours de l'histoire, de nombreux débordements du fleuve Aka ont provoqué d'importantes inondations. En 1953 et 1971, par exemple, plus de 1 600 habitations sont endommagées dans son bassin versant.